# Herbert Sander
Herbert Sander (* 28. Oktober 1938 in Nordhausen; † 4. Januar 2018 in Potsdam) war ein deutscher Maler und Graphiker. Er war der Gestalter des Symbols der unabhängigen Friedensbewegung „Schwerter zu Pflugscharen“ in der DDR.

## Leben
Nach seinem Studium an der Fachschule für Grafik, Druck und Werbung in Berlin-Oberschöneweide arbeitete Sander als Szenenbildassistent im DEFA-Studio für Spielfilme in Potsdam-Babelsberg. Seit 1967 war er freischaffender Künstler, dessen Werke regelmäßig in Ausstellungen präsentiert und von Museen angekauft wurden. Er war u. a. 1977/1978, 1982/1983 und 1987/1988 auf den Kunstausstellungen der DDR in Dresden vertreten.
1963 heiratete er die Textilgestalterin Karin Sander, geb. Wilke und lebte mit ihr und seinem Stiefsohn bis 1977 in Potsdam.
Sander schuf ab 1967 mehr als 40 Jahre lang eine Vielzahl von Plakaten und Designs für Ausstellungen in den Schlössern und Gärten von Potsdam-Sanssouci. Vor allem die Landschaft und die Parks Brandenburgs, aber auch die Reste jüdischer Friedhöfe im Land Brandenburg waren Motive seiner Arbeit. Für die evangelische Auferstehungskirche in seinem Wohnort Kleinmachnow schuf er in den 1980er Jahren ein buntes Kirchenfenster als Mosaik aus vielen bunten Kreuzen und anderen Figuren, darunter Jesus auf einem Esel reitend.
Historische Bedeutung erreichte sein Lesezeichenentwurf „Schwerter zu Pflugscharen“, den er 1980 im Auftrag des brandenburgischen Landesjugendpfarrers Manfred Domrös nach der Skulptur des sowjetischen Bildhauers Jewgeni Wutschetitsch für die Verwendung in evangelischen Jugendgruppen schuf. Kurze Zeit später erschien das Emblem auf Kleidungsstücken und Taschen und wurde ein sehr verbreitetes Symbol der unabhängigen Friedensbewegung in der DDR. 2014 erhielt Herbert Sander nach Fürsprache von Manfred Stolpe dafür den Verdienstorden des Landes Brandenburg. Zur gleichen Zeit
zeigte die Brandenburgische Landeszentrale für politische Bildung eine Werksausstellung.
Sander war auch ein Mitbegründer des Neuen Forums in Kleinmachnow. Bei der ersten freien Kommunalwahl kandidierte er dort für Bündnis 90, zog sich dann aber aus der aktiven Kommunalpolitik zurück. In den letzten Jahren lebte er in der Nachbargemeinde Stahnsdorf.
Sander erlitt 2016 einen schweren Schlaganfall. Er starb im Januar 2018 im Alter von 79 Jahren zu Hause im Kreise seiner Familie. Sein Grab befindet sich auf dem Waldfriedhof in Kleinmachnow.

## Publikationen
- Jüdische Friedhöfe in der Mark Brandenburg. Malerei, Grafik, Fotografie ; Orangerie im Park Sanssouci. Stiftung Preußische Schlösser und Gärten Berlin-Brandenburg, Potsdam 1993, DNB 997127503